# George Roughton
William George Roughton (Manchester, 11 maggio 1909 – Southampton, 7 giugno 1989) è stato un calciatore e allenatore di calcio inglese, di ruolo difensore.

## Carriera

### Giocatore
Iniziò la propria carriera professionistica nell'Huddersfield Town, allora militante in First Division, venendo impiegato principalmente nel ruolo di terzino. Complici prestazioni sopra le aspettative, fu capace di dare un contributo fondamentale alla propria squadra per il raggiungimento del secondo posto in classifica nella stagione 1933-1934. Inoltre, Roughton faceva parte del gruppo FA Touring, un insieme di squadre del Regno Unito che partiva per una serie di amichevoli in Canada. 
Nel settembre 1936 fa ritorno nella sua città natale, Manchester, firmando per il Manchester Utd. Grazie anche al suo contributo, la squadra riuscì subito a risalire in First Division piazzandosi al secondo posto in classifica. Si ritira dal calcio giocato nel 1945 dopo 86 presenze in campionato. 

### Allenatore
Poco dopo il suo ritiro dalle attività agonistiche, Roughton viene nominato nuovo allenatore dell'Exeter City, militante in Third Division. Dopo sette anni in panchina, nel 1952 decide di lasciare definitivamente il club per trasferirsi sulla panchina del Southampton. Il suo periodo al The Dell, però, non fu affatto positivo; infatti, alla sua prima annata, il club retrocedette in Third Division e, dopo non esser più riuscito a tornare in seconda divisione, decise di dimettersi per lasciar spazio a Ted Bates.